# Gefen Publishing House
Gefen Publishing House est une maison d’édition israélienne dont le siège est à Jérusalem, avec une antenne à New York. Elle publie des livres en anglais sur des thèmes liés au judaïsme, à l’histoire juive et à Israël.